# Henri Pensis
Henri Pensis (Pfaffenthal, 3 novembre 1900 – 1º giugno 1958) è stato un direttore d'orchestra, compositore e violinista lussemburghese.

## Biografia
Pensis nacque nel quartiere Pfaffenthal della città di Lussemburgo. Nel 1933 fondò e divenne il primo direttore dell'Orchestra Filarmonica del Lussemburgo. Si trasferì negli Stati Uniti nel 1940 a dirigere la New Jersey Philharmonic Orchestra e la Sioux City Symphony Orchestra. Diresse almeno tre concerti alla Carnegie Hall. Durante l'incarico di Pensis all'Orchestra del Lussemburgo, il primo violino era Ernest Eichel, violinista polacco nato a Sambor (Galizia) che aveva studiato a Vienna ed a Colonia. Questo violinista, che occasionalmente aveva anche guidato l'Orchestra del Lussemburgo, provò dopo la guerra a fare carriera come direttore d'orchestra. A tale scopo Eichel scelse il "nom de plume" di Ernest Borsamsky. Sotto questo pseudonimo, creato invertendo le sillabe della sua città natale e aggiungendo un "cielo" polacco, realizzò alcune registrazioni da collezione per la radio della Germania dell'Est a Berlino e Lipsia. Diresse anche una volta la Filarmonica di Berlino nel 1949. Nel 1956 si può trovare il suo nome per l'ultima volta, allorché diresse l'Orchestra di Dresda.

## Lavori
- Soir d'été (poème symphonique)
- Fugue classique
- Suite pour orchestre
- Scène de danse pour orchestre
- Nockes an Nackes (comédie musicale)
- Hymne solennel
- Fantaisie de Noël

### Canzoni popolari
- Fir d'Fräiheet
- Op der Juegd
- D'Fréijoerslidd

Vari lavori esistono solo nei manoscritti.